# Амерички алигатор
Амерички алигатор (лат. Alligator mississippiensis) је врста гмизавца из реда крокодила, која насељава југоисток САД. Једна је од две живуће врсте из рода Alligator, који припада породици алигатора (Alligatoridae). Амерички алигатор насељава слатководне мочваре од Тексаса до Северне Каролине.

## Карактеристике
Њушка америчког алигатора је широка, што је нарочито изражено код јединки у заточеништву. Када су чељусти склопљене, ивице горњих вилица покривају доње зубе. Амерички алигатор има 74–80 зуба. Леђа одраслих јединки могу бити маслинасте, смеђе, сиве или црне боје, док су стомаци светли.

## Исхрана
Амерички алигатор се налази на врху ланца исхране. Опортуниста је и исхрана му зависи од његове величине и старости, као и од величине и расположивости плена. Храни се великим бројем животиња, као што су разни бескичмењаци, рибе, птице, корњаче, змије, водоземци и сисари. Тек излегли млади се претежно хране бескичмењацима, као што су инсекти, ларве инсеката, пужеви, паукови и црви. Како расту алигатори почињу да се хране све већим пленом. Одрасли амерички алигатори се хране свим животињама које живе у води или долазе до воде да би пиле. Ипак, већина животиња које улове амерички алигатори су много мање величине од њих самих. Анализе садржаја стомака америчких алигатора показале су да су међу аутохтоним америчким врстама животиња најчешћи плен бизамски пацови и ракуни.

## Размножавање
Сезона парења почиње у пролеће. У току ноћи амерички алигатори се окупљају у великом броју да би изабрали партнера, мужјаци тада изводе плес алигатора. Женка гради гнездо на заклоњеном месту у близини воде, а за његову изградњу користи грање, лишће и муљ. Након полагања 20 до 50 јаја, која су величине гушчјих јаја, прекрива их вегетацијом, која док трули загрева јаја. По овоме се разликују од нилских крокодила који своја јаја полажу у јамама.
Пол младунаца зависи од температуре унутар легла у време инкубације. При температури од 30 °C или мање из јаја се излежу само женке, а при температури од 34 °C из јаја се излежу само мужјаци. Ако је темпаратура између тих граница, легло ће бити мешано. Гнезда која су изграђена на насипима (левијима) су топлија и из њих се излежу мужјаци, док су гнезда направљена у влажним мочварама хладнија и из њих се излежу женке. У току инкубације, која траје 65 дана женка остаје у близини гнезда, штитећи га од грабљиваца. Када почне излегање младунаца, мајка ископава јаја и преноси младунце у својим устима до воде.

## Станиште и распрострањеност
Амерички алигатори у дивљини насељавају југоисток САД, од Велике Суморне Мочваре у Вирџинији и Северној Каролини на истоку, до Националног парка Еверглејдза на Флориди на југу, до самог југа Тексаса на западу. Насељавају америчке државе Северна Каролина, Јужна Каролина, Џорџија, Флорида, Луизијана, Алабама, Мисисипи, Арканзас, Оклахома и Тексас. На неким локацијама амерички алигатор насељен је релативно скоро, на тим локацијама врста има мале али одрживе популације. Насељавају мочваре, потоке, реке, баре и језера. Амерички алигатори насељавају слатководна станишта, али се могу наћи и у брактичноводним стаништима, лошије подносе слану воду од америчких крокодила, јер њихове слане жлезде на језицима не раде.